# Melissa Fumero
Melissa Fumero (n. 19 august 1982, Lyndhurst⁠(d), New Jersey, SUA, ca Melissa Gallo) este o actriță și regizoare americană. Ea este cunoscută pentru rolul lui Amy Santiago în Brooklyn Nine-Nine și Adriana Cramer în One Life To Live.

## Anii tinereții
Fumero s-a născut cu numele Melissa Gallo în North Bergen, New Jersey, pe 19 august, 1982. Este fiica unor părinți cubanezi, un fost profesor de matematică și o coafeză, care au imigrat in Statele Unite când erau adolescenți. A crescut în Guttenberg, New Jersey până când s-a mutat în Lyndhurst, New Jersey la vârsta de 6 ani. La 19 ani s-a mutat in New York după ce a fost acceptată ca studentă la Universitatea din New York. Acolo, în anul 2003, și-a obținut diploma de licență în arte plastice.

## Cariera
Melissa a debutat ca actriță la vârsta de 21 de ani, exact după ce a terminat studiile la NYU. Ea a primit un rol în One Life to Live în ziua în care a absolvit. Ea a interpretat rolul Adrianei Cramer, fiica de mult pierdută a lui Dorian Cramer Lord. 
La sfârșitul lui 2007 a decis să nu își reînnoisască contractul cu telenovela, în schimb primind un rol recurent pentru a-i încheia povestea Adrianei. Fumero s-a întors pe platourile de filmare OLTL în septembrie 2008 pentru 15 noi episoade. 
Fumero a debutat pe marile ecrane in 2009 când a jucat în filmul Tiny Dancer. În 2010, a apărut în 5 episoade din Gossip Girl unde a interpretat rolul lui Zoe, unul din minionii lui Blair Waldorf. În 2013 a fost distribuită în sitcom-ul Brooklyn Nine-Nine ca și Amy Santiago. Și-a făcut debutul regizorial în 2019 când a regizat episodul intitulat „Return of the King” al serialului Brooklyn Nine-Nine.

## Viața personală
Pe 9 decembrie 2007, Melissa s-a măritat cu actorul David Fumero, pe care l-a întâlnit pe platoul serialului One Life to Live. Pe 16 noiembrie 2015 a anunțat că este însărcinată cu primul copil, urmând ca acesta să se nască pe 24 martie 2016. Exact 4 ani mai târziu, pe 16 noiembrie 2019, și-a făcut publică a doua sarcină printr-o postare pe Instagram. Pe 14 februarie 2020 și-a născut al doilea copil.

## Filmografie

### Film
| An   | Titlu                          | Rol          | Note                       |
| ---- | ------------------------------ | ------------ | -------------------------- |
| 2007 | Descent                        | Dorm Girl #2 | necreditată                |
| 2009 | I Hope They Serve Beer In Hell | Melissa      |                            |
| 2009 | Tiny Dancer                    | Ati          | creditată ca Melissa Gallo |
| 2013 | The House That Jack Built      | Lily         |                            |
| 2017 | DriverX                        | Jessica      |                            |
| 2019 | A Stone in the Water           | Alex         |                            |

### Televiziune
| An        | Titlu                                | Rol             | Note                                                  |
| --------- | ------------------------------------ | --------------- | ----------------------------------------------------- |
| 2004-2011 | One Life to Live                     | Adriana Cramer  | 208 episoade                                          |
| 2005      | All My Children                      | Adriana Cramer  | 2 episoade                                            |
| 2009      | Important Things with Demetri Martin | April           | Episodul "Coolness"                                   |
| 2010      | Gossip Girl                          | Zoe             | 5 episoade                                            |
| 2010      | The Mentalist                        | Carmen Reyes    | Episodul "Red Letter"                                 |
| 2011      | Royal Pains                          | Brooke          | Episodul "Pit Stop"                                   |
| 2012      | CSI:NY                               | Michelle Rhodes | Episodul "The Real McCoy"                             |
| 2013      | Men at Work                          | April           | Episodul "The New Boss"                               |
| 2013-2021 | Brooklyn Nine-Nine                   | Amy Santiago    | Rol principal A regizat episodul "Return of the King" |
| 2014      | Top Chef Duels                       | Ea însăși       | Episodul "Jen Carroll vs Nyesha Arrington"            |
| 2015,2019 | Hollywood Game Night                 | Ea însăși       | 2 episoade                                            |
| 2016      | Mack & Moxy                          | The Admirable   | Episodul "A Bop-Topus Garden"                         |
| 2017      | Hell's Kitchen                       | Ea însăși       | Episodul "A Little Slice of Hell"                     |
| 2018      | The $100,000 Pyramid                 | Ea însăși       | Episodul "Bobby Moynihan vs. Melissa Fumero           |
| 2019      | One Day at a Time                    | Estrellita      | Episodul "The Funeral"                                |
| 2019      | America's Got Talent: The Champions  | Ea însăși       | Episodul "The Champions Results Finale"               |
| 2019      | Elena of Avalor                      | Antonia (voce)  | Episodul "Changing of the Guard"                      |